# Vico Canavese
Vico Canavese är en ort i storstadsregionen Turin i regionen Piemonte, Italien. Vico Canavese var före den 1 januari 2019 en egen kommun, men slogs då samman med Meugliano och Trausella för att bilda kommunen Valchiusa. Kommunen hade före sammanslagningen 827 invånare.